# Jumpei Saitō
Jumpei Saitō (japanisch 斎藤 純平 Saitō Jumpei; * 27. Dezember 1992 in Akita) ist ein ehemaliger japanischer Fußballspieler.

## Karriere
Saitō erlernte das Fußballspielen in der Schulmannschaft der Akita Commercial High School und der Universitätsmannschaft der Komazawa-Universität. Seinen ersten Vertrag unterschrieb er 2015 bei Blaublitz Akita. Der Verein spielte in der dritthöchsten Liga des Landes, der J3 League. Für den Verein absolvierte er 13 Ligaspiele. Ende 2015 beendete er seine Karriere als Fußballspieler.